# Region graniczny Lakki Marwat
Region graniczny Lakki Marwat (paszto: د لکۍ مروتو سرحدي سيمه) – region graniczny w zachodnim Pakistanie na obszarze Terytoriów Plemiennych Administrowanych Federalnie. W 1998 roku liczył 6987 mieszkańców.